# Бричко Йосип
Бричко Йосип, псевдо «Жук» ( —) — сотенний УПА, який командував сотнею «Жука» на Рівенщині. Він народився у селі Колоденка (Рівненський район)Колоденка Рівненського району Рівненської області.

## Бойовий шлях
24 березня 1943 року його сотня вкупі з сотнями «Недолі» (сотенний Трохимчук Степан Клементійович), «Очмани» (сотенний Шевчук Дмитро Несторович) та «Клена» (сотенний Новак Григорій Онисимович), всього чисельністю близько 200 бійців УПА, здійснили відчайдушний напад на німецький концтабір Осада Креховецька й було звільнено 176 в'язнів концтабору. Концтабір знаходився у селі Нова Українка (сучасна назва) Рівненського району й охоронявся німцями та поляками.